# Великомордовсько-Пошатське сільське поселення
Великомордо́всько-Поша́тське сільське поселення (рос. Большемордовско-Пошатское сельское поселение) — муніципальне утворення у складі Єльниківського району Мордовії, Росія. Адміністративний центр — присілок Великі Мордовські Пошати.

## Історія
Станом на 2002 рік існували Великомордовсько-Пошатська сільська рада (село Нове Кадишево, присілки Вачеєвка, Великі Мордовські Пошати, Лобановка) та Мордовсько-Коринська сільська рада (села Мордовське Корино, Руське Корино, присілки Нові Шали, Старі Шали).
26 травня 2014 року ліквідоване Мордовсько-Коринське сільське поселення (села Мордовське Корино, Руське Корино, присілки Нові Шали, Старі Шали) було включено до складу Великомордовсько-Пошатського сільського поселення.

## Населення
Населення — 548 осіб (2019, 750 у 2010, 940 у 2002).

## Склад
До складу поселення входять такі населені пункти:
| Населений пункт                    | Населення, осіб (2002) | Населення, осіб (2010) |
| ---------------------------------- | ---------------------- | ---------------------- |
| Вачеєвка, присілок                 | 75                     | 62                     |
| Великі Мордовські Пошати, присілок | 373                    | 316                    |
| Лобановка, присілок                | 86                     | 70                     |
| Мордовське Корино, село            | 125                    | 104                    |
| Нове Кадишево, село                | 73                     | 69                     |
| Нові Шали, присілок                | 39                     | 16                     |
| Руське Корино, село                | 119                    | 77                     |
| Старі Шали, присілок               | 50                     | 36                     |